# Seligeria patula
Seligeria patula là một loài rêu trong họ Seligeriaceae. Loài này được (Lindb.) Broth. mô tả khoa học đầu tiên năm 1909.